# Laimargue de Méditerranée
Espèce
Répartition géographique
Statut de conservation UICN

LC : Préoccupation mineure
Le laimargue de Méditerranée (Somniosus rostratus) est une espèce de requins de la famille des Somniosidae.

## Distribution et habitat
Il vit en Méditerranée, principalement en Méditerranée occidentale, ainsi qu'en Atlantique le long des côtes de l'Espagne et du Maroc, et jusqu'à Madère.
Il vit dans des profondeurs allant de 200 m à 1 330 m.

## Description
D'une taille moyenne comprise entre 82 cm et 134 cm, Somniosus rostratus peut atteindre une taille maximum de 143 cm. 

## Systématique
Le nom valide complet (avec auteur) de ce taxon est Somniosus rostratus (Risso, 1827).
L'espèce a été initialement classée dans le genre Scymnus sous le protonyme Scymnus rostratus Risso, 1827.
Somniosus rostratus a pour synonymes :
- Scymnus rostratus Risso, 1827
- Somniosus bauchotae Quéro, 1976